# کورده (خنج)
کورده روستایی از توابع بخش محمله در شهرستان خنج استان فارس می‌باشد.
کورده از روستاهای دهستان باغان در ۱۱۰ کیلومتری غرب شهر خنج و ۱۸ کیلومتری شرق جاده فیروزآباد به جم (جاده ۶۵ ایران) واقع شده‌است.
کلات، تل سرخ از ارتفاعات همجوار آنست.

## جمعیت و امکانات
شغل مردم آن اغلب کشاورزی است و محصول روستای کورده اغلب صیفی جات شامل هندوانه ، انواع خربزه ، و خیار می‌باشد. تنباکو ، گندم و کنجد نیز در حد زیاد کشت می‌شود.
این روستا دارای یک حسینه بزرگ و پنج مسجد است که از بین این مساجد، یک مسجد به سبک و معماری قدیم است؛ مسجد اصلی روستا با نام فاطمه الزهرا (س) در مرکز روستا با زیربنای داخلی ۴۰۰ متر مربع می‌باشد.
همچنین دو دبستان و دو مدرسه راهنمایی دو دبیرستان، درمانگاه، مخابرات و سالن ورزشی نیز در این روستا وجود دارد.